# Luis Rivano
Luis Rivano Sandoval (Cauquenes, 27 de septiembre de 1932-Santiago de Chile, 15 de septiembre de 2016) fue un escritor y librero chileno. Se dedicó a la novela, el cuento y el teatro.

## Biografía
Rivano, aunque nació el 27 de septiembre de 1932, fue inscrito más tarde debido a trágicos problemas familiares, el 5 de mayo del año siguiente, por lo que se jactaba de tener dos cumpleaños. La madre del futuro escritor, Luisa Sandoval Valdebenito, falleció, y su padre, Milciades Rivano Fauré, se vio de pronto viudo y con 13 niños. Así es que optó por repartir entre los familiares a los más pequeños, y Luis fue adoptado entonces por un tío materno. Entre sus hermanos destaca el filósofo y lógico Juan Rivano.
A las pocas semanas de su nacimiento, su  nueva familia se mudó a Santiago, donde pasó unos años, y por último se instaló en Llolleo. El primer recuerdo claro que tiene Rivano de ese pueblo, donde estudió, es del famoso terremoto de Chillán de 1939. Como a los 15 años de edad, quedó huérfano por segunda vez y tuvo que vivir de allegado; luego dejó la escuela y comenzó a trabajar en el puerto de San Antonio y en otras cosas hasta que fue llamado a hacer el servicio militar en Santiago. Y al salir, «con poca escolaridad» y «sin ningún oficio», entró en lo que primero se le presentó: a Carabineros, cuerpo en el que sirvió once años. Precisamente de su vida de policía le viene el apodo de el paco Rivano; en sus años de servicio patrulló el barrio Matadero, los alrededores del Club Hípico y Santiago Centro.
Pero se le ocurrió escribir una novela, y esa ópera prima, Esto no es el Paraíso, le significó que Carabineros lo pasara a retiro. Tenía 32 años, y el resto de su vida lo dedicaría a la literatura, el teatro y su librería.
«No lo vi venir. No creí que lo iban a tomar tan en serio», diría años más tarde el paco Rivano. Sus superiores actuaron expeditamente: una semana después de que el libro hubiera salido, tramitaban ya su pensión. El motivo de ello estaba claro: la novela narra el día a día de un carabinero raso, con «pellejerías, abuso de poder, algo de corrupción, prostitutas, compañerismo, soledad y calle». No es de extrañar que nadie quisiera publicar el libro y que la Editorial Zig-Zag —que debía hacerlo de acuerdo a las bases del premio que recibió la novela— diera marcha atrás. Rivano tuvo que editarlo él mismo, como tendría que hacer con sus otras obras.
Verdad es que Zig-Zag estaba dispuesto a publicarlo si cambiaba algunos fragmentos, pero Rivano se negó. «Era muy joven, y la gente joven es muy soberbia. En vez de pensar en qué era lo que se podía hacer, llegué y dije: rotundamente no. El libro está hecho así, y así queda», recordaría Rivano en 2011.
Los primeros años después de ser cesado, Rivano los pasó recorriendo Chile con una maleta en la que llevaba sus libros que vendía donde podía. Luego se le presentó la oportunidad de comprar el derecho de llave de una librería de viejo en la calle San Diego, donde puso a la venta las dos novelas que ya había publicado y toda su biblioteca, «unos 400 libros, que eran todas primeras ediciones, libros firmados» que coleccionaba, y comenzó entonces su vida de librero.
Rivano, al mismo tiempo que compraba y vendía libros usados, editaba los que escribía él mismo. Así, los cuentos que más tarde compilaría en El rucio de los cuchillos, los publicó primero en cuadernillos que vendía de oficina en oficina. Después de Esto no es el Paraíso, sacó otras cinco novelas, pero fue el teatro el que le dio mayor fama.
Su primer drama, Te llamabas Rosicler, lo estrenó en 1976, y después de esa pieza se convirtió en un exitoso autor de obras de teatro, haciéndose merecedor de varios premios, incluido el Municipal de Santiago por Escucho discos de Al Jolson, mamá. La pieza Por sospecha fue incluida en la antología Un siglo de dramaturgia chilena 1910-2010 como una de las cuarenta mejores obras teatrales nacionales de los últimos cien años. Ese primer drama fue adaptado a la televisión por Aldo Valsecci para el ciclo Cuentos chilenos de Televisión Nacional (TVN), pero a Rivano no le gustó.
Alberto Fuguet ha dicho sobre el autor: “El ADN de Luis Rivano es su mundo de perdedores, flaites y prostitutas que nos sumerge en sitios donde quizás nunca nos atreveríamos a ingresar. Sus novelas, publicadas en papel roneo, cuando fueron desapareciendo se convirtieron en libros de culto de la ficción pulpa nacional. Nunca escribió pensando en el futuro ni en la crítica, pero aquí está toda su prosa pasada a cuchillos oxidados, sangre, sudor y lana mojada. Hammett y Chandler, Bukowski y Fante hubieran considerado la prosa básica pero poética, tensa, como uno de ellos”.
El 12 de septiembre de 2016 sufrió una doble insuficiencia cardíaca y pulmonar, por lo que fue internado en el Hospital Dipreca. Falleció el 15 de septiembre de ese mismo año al no soportar un nuevo infarto.

## Obras

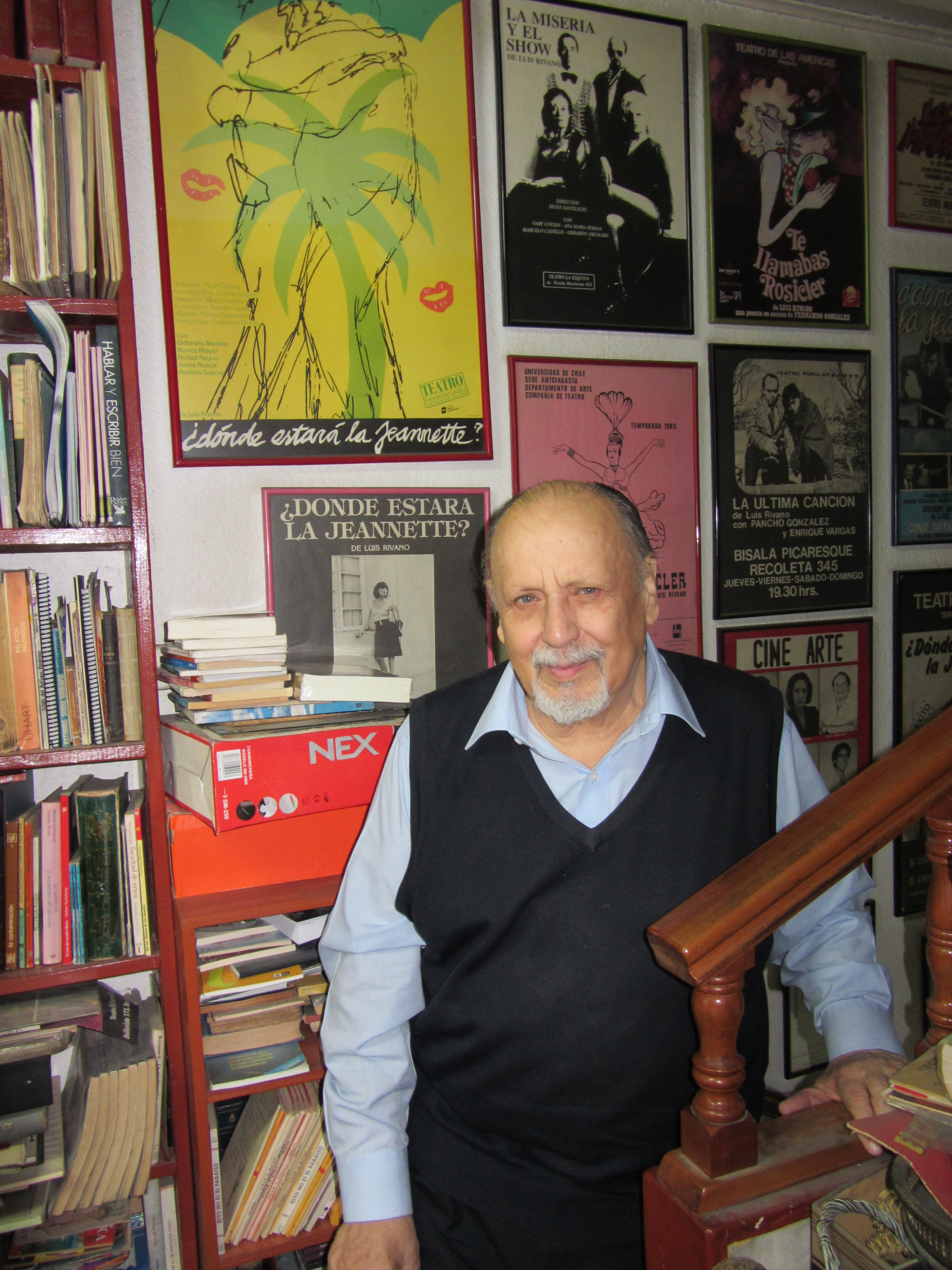
Luis Rivano con los carteles de sus obras de teatro, en su librería de la calle San Diego.

- Esto no es el Paraíso, novela, 1965.
- El apuntamiento, novela corta, con prólogo de Fernando Alegría; Androvar, Santiago, 1967.
- El signo de Espartaco, novela.
- Tirar a matar, novela corta, Ediciones de la Librería de Luis Rivano, Santiago, 1971.
- El rucio de los cuchillos,  cuentos, Ediciones de la Librería de Luis Rivano, Santiago, 1973. Contiene cinco relatos: La  mujer del auto celeste, El informe, El menú de Orestes, En la trampa, y El rucio de los cuchillos.
- El cuaderno de Víctor Hidalgo, novela.
- La Yira, novela.
- Te llamabas Rosicler, teatro, 1976.
- Un gásfiter en sociedad, teatro.
- Los matarifes, teatro, 1977; RIL Editores, Santiago, 2013.
- Por sospecha, teatro, 1979; fracaso total en sus comienzos y después se impuso.
- La última canción, teatro.
- Casados y descasados, teatro.
- Míster Espectáculo, teatro.
- ¿Dónde estará la Jeannette?, teatro, 1984.
- Sexy boom, teatro, 1985.
- El rucio de los cuchillos, teatro, 1991; reestrenada por el Teatro Nacional Chileno en 2010, con dirección de Rodrigo Achondo. En libro: RIL editores, Santiago.
- La miseria y el show, teatro.
- El hombre que compraba y vendía cosas, teatro.
- La CIA mató a Letelier, Ediciones de la Librería de Luis Rivano, Santiago. No ficción.
- Escucho discos de Al Jolson, mamá, teatro, 2000.
- Ajuste de cuentas, teatro.
- Tres hombres viejos al final del día, teatro.
- Antología de obras teatrales, prólogo de Juan Andrés Piña: Resplandores y fracasos en las historias de Luis Rivano; RIL Editores, Santiago, 2008; ISBN 978-956-284-606-6. Contiene 9 piezas:
  - Te llamabas Rosicler; Un gásfiter en sociedad; Matarifes; Por sospecha; ¿Dónde estará la Jeannette?; Sexy boom; El Rucio de los cuchillos; El hombre que compraba y vendía cosas; Escucho discos de Al Jolson, mamá.
- Narrativa completa, Alfaguara, 2010.
- Pedro Ivanovic, terrorista, novela, Alfaguara, Santiago, 2015.

## Premios y reconocimientos
- Tercer premio en el Concurso Literario Crav 1964 con Esto no es el Paraíso.
- Primer premio en el Concurso del Ateneo de San Bernardo por el cuento La mujer del auto celeste.
- Segundo premio en el Concurso de Dramaturgia Eugenio Dittborn 1984 por ¿Dónde estará la Jeannette?
- Premio Municipal de Teatro de Santiago 2001 por Escucho discos de Al Jolson, mamá.
- Sello de Excelencia del Consejo Nacional de la Cultura y las Artes, 2011.